# Гантиади
Гантиади (груз. განთიადი) / Цандры́пш (также Ца́ндрыпщ; абх. Цандрыԥшь), — посёлок городского типа в Абхазии, в Гагрском районе частично признанной Республики Абхазия, согласно административному делению Грузии — в Гагрском муниципалитете Абхазской Автономной Республики. Находится на берегу Чёрного моря в устье реки Хашупсе, в 5 километрах от границы с Россией, в 22 километрах от города Гагра. Западная граница посёлка проходит по реке Лапста, восточная — по реке Багрыпста (Холодная речка). По соседству расположены сёла Жданов, Махадыр, Багнари, Хашупсе, Ачмарда. Входит в состав Гагрского района. В него также входят г. Пицунда, 2 поселка городского типа (Цандрыпш, Бзыпта) и прилежащие сёла.
Железнодорожная станция Абхазской железной дороги (ранее на линии Тбилиси—Сочи).
Собственное историческое название поселения — Саучи (Саурчи). В 1867 году рядом было основано русское поселение Пиленково. До 1944 года носил название Ермоловск, в 1944—1993 годы — Гантиади (груз. განთიადი — «рассвет»). Претерпев некоторые изменения, название сменилось на Цандрыпш, означавшее «селение Цандов».

## Население
По данным переписи 1959 года, в посёлке Гантиади (Цандрипш) проживал 5281 житель, в основном армяне (всего в сельсовете — 9554 человек, в основном армяне, русские, грузины). К 1989 году население составляло 10 тысяч человек. По данным переписи 1989 года 43,1 % населения посёлка составили армяне; 25,1 % — русские, 20,0 % — грузины; 2,7 % — абхазы. 
После военных действий 1990-х годов большинство населения составили армяне. По данным переписи 2011 года численность населения пгт. Цандрыпш составила 5170 жителей, из них 2888 человек — армяне (55,9 %), 1013 человек — абхазы (19,6 %), 952 человек — русские (18,4 %), 64 человека — украинцы (1,2 %), 49 человек — грузины (0,9 %), 35 человек — греки (0,7 %), 169 человек — другие (3,2 %).
| Численность населения | Численность населения | Численность населения | Численность населения | Численность населения | Численность населения | Численность населения | Численность населения | Численность населения |
| 1959                  | 1970                  | 1979                  | 1989                  | 2003                  | 2011                  | 2015                  | 2016                  | 2017                  |
| --------------------- | --------------------- | --------------------- | --------------------- | --------------------- | --------------------- | --------------------- | --------------------- | --------------------- |
| 5281                  | ↗7206                 | ↘6990                 | ↗7358                 | ↘4387                 | ↗5170                 | ↘5096                 | ↘5069                 | ↘5038                 |
| 2018                  | 2019                  | 2020                  |                       |                       |                       |                       |                       |                       |
| ↘5010                 | ↘4989                 | ↘4963                 |                       |                       |                       |                       |                       |                       |

## История
В 1917 году на территории Цандрипша были обнаружены бронзовые топоры, получившие по месту находки наименование «пиленковских». Эта находка свидетельствует, что ещё в I тысячелетии до нашей эры человек вёл в этих местах активную хозяйственную деятельность. Поселение известно с античности. Оно являлось до VI века столицей княжества Санигия, после — исторической провинции Абхазии — Садзен. Цандрыпш также является историческим центром т. н. Малой Абхазии.
Название посёлка произошло от имени абхазского общества и княжеского рода Цанба и означает «селение Цандов».
В 1867 году рядом было основано русское поселение Пиленково, по имени начальника Черноморского округа генерала Д. В. Пиленко, впоследствии слившееся с Цандрыпшем. С 1915 года посёлок активно заселяется армянами, бежавшими от турецкого геноцида.
В 1929 г. постановлением Президиума ВЦИК передано в состав ЗСФСР село Пиленково с окружающими его селениями и хуторами, расположенными по левому берегу р. Псоу, и установив границу между РСФСР и ЗСФСР по р. Псоу.
В период с 1944 года по 1993 год носил название Гантиади (груз. «рассвет»).
В послевоенное время в посёлке были построены благоустроенные дома, промышленные предприятия, табачно-ферментационная фабрика, консервная фабрика, щебеночный и винный заводы, кинотеатр, три средние школы и две школы-интерната. С 1950-х годов посёлок становится местом массового отдыха советских граждан.

## Социальная сфера
На территории посёлка функционируют две средние школы: русская и армянская, гагрский лицей-интернат (Бывший Башаран-колледж), дом отдыха «Псоу» и база отдыха «Донской табак».

## Достопримечательности
- В центре посёлка — руины храма VI—VIII веков н. э.
- дача Сталина «Холодная речка».
- Каньон реки Хашупсе.
- В 7 километрах от посёлка на скалистом утёсе над рекой Хашупсе стоит Хашупсская крепость предположительно I—II вв. По данным археологов, крепость основана римлянами. Цитадель крепости окружена двойным кольцом стен. Высота наружных стен местами доходит до 8 метров, толщина — до 2 метров. Внутри крепости сохранились остатки сооружений и хозяйственных построек.
- Белые скалы — единственный на всем протяжении черноморского побережья России и Абхазии выход в море голого известняка.